# WASP-1

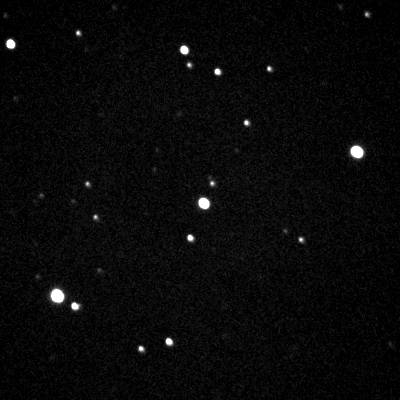
WASP-1

WASP-1  (TYC 2265-107-1) é uma estrela de magnitude 12 localizada a cerca de 1240 anos-luz de distância na Constelação de Andrômeda.

## Planetas
Em 2006, o planeta extra-solar WASP-1b foi descoberto pelo projeto SuperWASP usando o método de trânsito.
| Planeta | Massa          | Semieixo maior (UA) | Período orbital (dias) | Excentricidade |
| ------- | -------------- | ------------------- | ---------------------- | -------------- |
| b       | 0,86 ± 0,07 MJ | 0,0382 ± 0,0013     | 2.51995 ± 8×10−7       | -              |